# Messier 29
Messier 29 (również M29, NGC 6913, OCl 168) – gromada otwarta znajdująca się w gwiazdozbiorze Łabędzia. Odkrył ją 29 lipca 1764 roku Charles Messier.
Jest oddalona od Ziemi według różnych szacunków od 4 do 7,2 tys. lat świetlnych. Średnica gromady wynosi ok. 11 lat świetlnych. Jasność obserwowana +7,1m. Wiek M29 szacuje się na ok. 10 mln lat.